# Фонтаны Квадратных прудов
Фонтаны Квадратных прудов — памятники архитектуры, два фонтана в северной части Верхнего сада Петергофа.

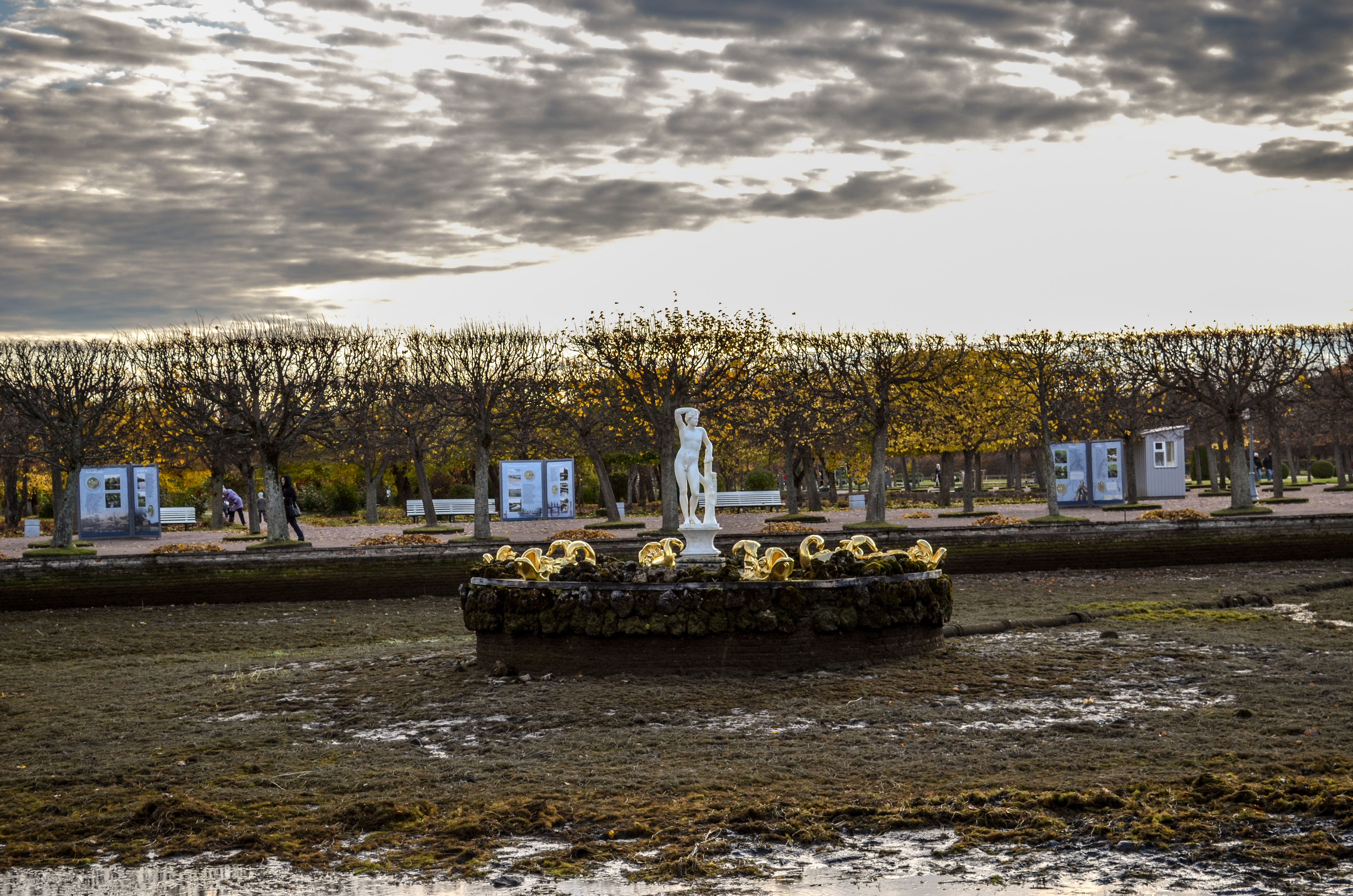
Восточный пруд

Два пруда перед южным фасадом Верхних палат были задуманы Петром I как накопители воды для фонтанов, проект и смету выполнил Ж.-Б. Леблон в 1718 году. Стены прудов были полтора кирпича в толщину и 2,5 метра в глубину, дно покрыто плитным камнем. Пруды были выкопаны в 1719 году, кладку стен в 1720 году провёл мастер А. Кардасье.
Фонтаны в прудах были созданы в 1737 году по проекту И. Бланка и И. Давыдова, гидротехническую часть создал П. Суалем. Золочёные свинцовые многофигурные группы фонтанов, «Диана» в западном («Купание Дианы» — богиня в окружении нимф, собак и дельфинов) и «Артеуза и Алфей» (с сиренами и дельфинами) в восточном, были сделаны по модели Б. К. Растрелли.
В 1759—1761 годах бассейны оградили фигурными трельяжными резными решётками по проекту Б. Ф. Растрелли. К 1760-м годам фонтанные фигуры обветшали и были сняты. В 1770—1773 годах фонтаны были преобразованы по проекту И. Е. Яковлева: высокая центральная струя была окружена шестью дуговыми, бьющими из пастей свинцовых позолоченных дельфинов на круглом туфовом постаменте. В 1862 году фонтаны ремонтировали под наблюдением М. И. Пилсудского, стенки были покрыты лещадными плитами.
В 1879 году Академия Художеств объявила конкурс на скульптурное оформление фонтанов «в стиле дворца», но прежнее оформление сохранилось до 1926 года. В 1927 году состоялась реставрация, при которой в фонтаны, восстановив композицию 1737 года, установили мраморные статуи «Весна» и «Лето», перенесённые из Нижнего сада Ораниенбаума. Мраморные пьедесталы с профилированными карнизом и базой квадратного сечения были изготовлены в 1929 году.
При реставрации после Великой Отечественной войны в первую очередь были восстановлены стенки прудов, так как от этого зависела работа Большого каскада. Свинцовые дельфины фонтанов аналогичны фигурам Дубового фонтана; после войны было найдено суммарно девять дельфинов, незначительно различавшихся между собой, по этим образцам их восстановили в бронзе на заводе «Монументскульптура» в 1957 году и фонтан был запущен. В 1967 году в восточном фонтане установили мраморную статую «Аполлино» (копия первой трети XIX столетия с утраченного греческого оригинала IV века до н. э. школы Праксителя, перенесена в фонтан из интерьеров бывшего дворца принца П. Г. Ольденбургского), в западном — копию «Венеры Италийской» А. Кановы, созданную в 1812 году и перенесённую в фонтан из интерьеров бывшего дома Ф. В. Баура. «Весну» в 1945 году установили в центре нижнего бассейна каскада «Золотая гора», «Лето» в 1947 году установили на Морскую балюстраду Монплезира. В 1980 году дельфинов фонтанов впервые позолотили.